# De luns a venres
De luns a venres (De dilluns a divendres) fou el primer diari de distribució gratuïta redactat íntegrament en gallec.
Amb una tirada de 50.000 exemplars, que el sitúa en el lloc 30 a nivell estatal en difusió i el tercer a nivell gallec, aquesta publicació del Grupo El Progreso es distribuïa des de finals de 2006 els dies laborables (d'aquí el seu nom) a les set principals ciutats gallegues: la Corunya, Ferrol, Lugo, Ourense, Pontevedra, Santiago de Compostel·la i Vigo. Des de principis de 2013, el diari va passar a tenir una distribució setmanal publicant-se només els divendres però mantenint l'edició diària a la seva plataforma digital.
El periodista Alfonso Álvarez Riveiro dirigeix el diari, amb seu a Santiago. La redacció està formada per un equip de periodistes coordinats per Martín García Piñeiro, mentre que la direcció comarcal va a càrrec de Pedro Rodríguez Blanco. A partir de la creació del diari electrònic Galiciae, el 2007, la web de De luns a venres va ser integrada en aquest nou mitjà. Des de l'1 de desembre de 2008 es va agrupar amb el diari ADN, també de distribució gratuïta.